# Hickman's Harbour
Hickman's Harbour is een plaats in de Canadese provincie Newfoundland en Labrador. De plaats bevindt zich op Random Island en maakt deel uit van het local service district Hickman's Harbour-Robinson Bight.

## Geografie
Hickman's Harbour ligt in het zuiden van Random Island, een groot eiland voor de oostkust van Newfoundland. Het dorp is gebouwd rondom de oevers van de gelijknamige natuurlijke haven van Northwest Arm. De plaats ligt in vogelvlucht 4 km ten zuiden van Britannia en 5 km ten oosten van Robinson Bight.

## Geschiedenis
In 1997 kreeg het dorp voor het eerst een beperkte vorm van lokaal bestuur doordat het deel ging uitmaken van het nieuw opgerichte local service district Hickman's Harbour-Robinson Bight.